# Dornier Faltfestbrücke

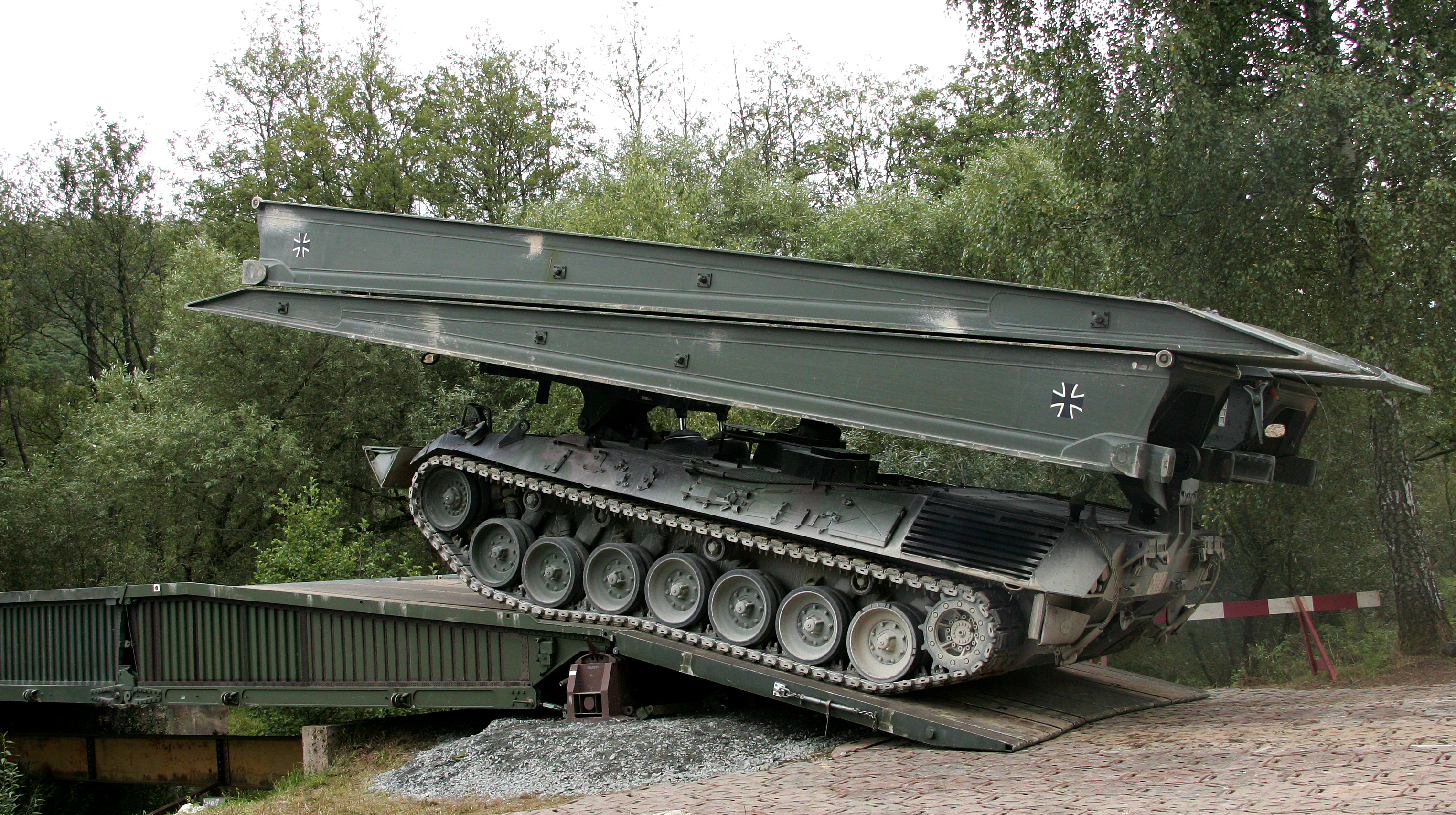
Transport einer Panzerschnellbrücke Biber über eine Faltfestbrücke

Die Dornier-Faltfestbrücke (DoFB) ist eine Behelfsbrücke, die von vielen Armeen bei ihren Pionieren eingesetzt wird. Bei der Bundeswehr heißt sie kurz Faltfestbrücke (FFB).

## Geschichte
Die DoFB war eine Entwicklung und Diversifikation des Dornier-Luftfahrtbereiches ab 1975. Die Strukturabteilung (Tragflächenbau) beschäftigte sich mit modernen, auch nichtmetallischen Bauweisen und Festigkeitsberechnungen (Finite Elemente) und entwickelte die innovative Idee einer leichten und schnell mechanisiert verlegbaren Pionierbrücke. Es wurde ein Prototyp gebaut, der 1979 seine Belastungsfähigkeit durch Überquerungen mit Panzern und sonstigen Fahrzeugkombinationen nachwies.
1984 bestellte das Bundesamt für Wehrtechnik und Beschaffung ein System mit 40 Metern Spannweite zur Truppenerprobung, das bis 1987 in 15.000 Überquerungen von Leopard-2-Panzern seine Dauerfestigkeit und Truppenverwendbarkeit nachwies. Die Faltfestbrücke löste das bis dato mit viel Personal-, Zeit- und Transportaufwand behaftete übliche System der Schwimmbrücken der Pioniere ab.
Nach umfangreicher Serienreifmachung wurde 1998 das erste von zehn bei der Bundeswehr eingeführten Systemen FFB (40 m), jeweils bestehend aus zwei Verlegefahrzeugen und zwei Einzelbrücken von je 27 m Länge auf 6 Transportfahrzeugen, in einer feierlichen Zeremonie bei Arnsberg (Altmühltal) in Dienst gestellt.
Die heutigen Modelle mit bis zu 46 Meter Spannweite lassen sich von sechs Soldaten in einer Stunde betriebsbereit aufbauen. Der ganze Zug besteht aus zwei Verlegefahrzeugen mit den Vorbauträgerrampenabschnitten und 6 Transportfahrzeugen mit weiteren Brückenteilen. Die Fahrbahn ist 4,4 m breit und es können Lasten bis 110 Tonnen (MLC 70, 2 Stück Leopard 2 in 2,5 m Abstand) übergesetzt werden. Die Bundeswehr hat 10 Systeme eingeführt.
Die Armeen von Spanien, Österreich, Singapur und Slowenien haben das System beschafft, während andere Länder wie die USA, Frankreich und Niederlande teilweise eigene Systeme nach dem Dornier-Muster geschaffen haben.
Seit 2005 wird als Ergänzung die Dornier-Leicht Brücke (DoLB) als luftverlastbares System (zwei CH-53 G Hubschrauber) angeboten. Diese Brücke hat 20 Meter Spannweite, 2,5 Meter Fahrbahnbreite und kann von vier Mann in 90 Minuten aufgebaut werden. Die militärische Lastenklasse ist MLC 12/14, was in etwa der Belastbarkeit in Tonnen entspricht.

## Beschreibung
Auf einem Verlegefahrzeug befindet sich der kastenförmige Vorbauträger, der mit Hilfe eines angebauten Kranes im sogenannten Verlegebalken zusammengesetzt und dann über das zu überbrückende Hindernis geschoben wird. Auf diesen Vorbauträger werden dann mit dem Kran die einzelnen entfalteten Brückenelemente gelegt, zusammengekoppelt und vorgeschoben. Nach Anbau von zum Set gehörenden Auffahrrampen ist die Brücke einsatzfähig. Ggf. sind noch Planierarbeiten an den Auffahrrampen notwendig. Der Vorbauträger wie auch die Brückenelemente bilden eine tragende Einheit und sind in der tragenden Struktur aus einer hochfesten und elastischen Aluminiumlegierung in Leichtbauausführung. Durch die Berechnungsmethode der Finiten Elemente und durch Belastungssimulationen sind die einzelnen Wanddicken genau dem Belastungsfall angepasst.
Die Dornier-Leichtbrücke besteht aus Aluminium und Kohlenstofffaserverstärktem Kunststoff. Die einzelnen Teile sind hier auf Paletten gesetzt, die auch in Flugzeugen und Hubschraubern transportiert werden können.
Dornier machte daraus ein Produkt und Fertigungsbereich. Als Daimler-Benz 1985 die Dornier-Werke übernahm, wurde daraus eine eigene Firma Eurobridge Mobile Brücken GmbH als Tochterfirma der Dornier GmbH gebildet. 2006 nach der Integration der Dornier-Werke in die EADS wurde die Firma wieder aufgelöst und ein Produktbereich in der EADS. Die Brücken werden am früheren Dornier Standort in Friedrichshafen gebaut und vertrieben.